# Matej Metod Bella
Matej Metod Bella (Kostolné, 7 dicembre 1869 – Čereňany, 26 novembre 1946) è stato un pastore protestante, politico e avvocato slovacco.

## Biografia
Era figlio dell'insegnante Ján Pravdoľub Bella e di sua moglie Anna, nata Fábryová. Studiò al ginnasio di Békéscsaba e di Szarvas. In seguito studiò teologia a Presburgo, l'odierna Bratislava, a Sopron e a Lipsia. Studiò anche diritto all'università di Budapest, ove conseguì il dottorato nel 1912.
Dal 1894 al 1912 fu parroco evangelico a Liptovský Trnovec, ove nel 1905 stabilì un Circolo di lettura. Nelle tornate elettorali del 1906 e del 1910 fu eletto come deputato slovacco alla Dieta del Regno d'Ungheria per conto del Partito Nazionale Slovacco. Dal 1911 al 1920 fu parroco a Ružomberok.
Partecipò alle riunioni di Budapest che condussero alla formazione del Consiglio nazionale slovacco del 1918, di cui fu anche membro del comitato esecutivo. Nell'ottobre dello stesso anno sottoscrisse la Dichiarazione di Martin. Tra il 1918 e il 1919 fu vicepresidente dell'Assemblea nazionale rivoluzionaria cecoslovacca, presidente del Club slovacco, che riuniva i deputati slovacchi all'assemblea e responsabile dell'annona per il Ministero plenipotenziario per l'amministrazione della Slovacchia.
Dal 1919 al 1928 fu governatore della contea di Bratislava. Dal 1928 al 1938 fu presidente del Consiglio dei coltivatori per la Slovacchia. Dal 1930 in qualità di funzionario del Partito repubblicano del popolo dei coltivatori e dei contadini fu rappresentante della Slovacchia nel Consiglio di amministrazione della Banca nazionale cecoslovacca. Dopo il 1938 visse nella sua proprietà di Čereňany, che aveva acquistato in seguito alla riforma agraria.
Oltre all'attività pastorale nella regione di Liptov partecipò anche alla fondazione di circoli culturali ed economici. All'interno del Partito Nazionale Slovacco propendeva per la corrente agraria guidata da Milan Hodža, che favorì la nascita del movimento cooperativo. Durante la prima repubblica cecoslovacca fu portavoce del partito agrario. Sostenne l'idea del cecoslovacchismo e del centralismo politico.